# Carl R. Johnson
Carl Randolph Johnson (* 28. April 1937 in Charlottesville, Virginia) ist ein US-amerikanischer Chemiker (Organische Chemie).
Johnson wuchs in Orange (Virginia) auf und besuchte das Medical College of Virginia mit dem Bachelor-Abschluss in Pharmazie 1958 und wurde 1962 an der University of Illinois at Urbana-Champaign in Chemie bei Nelson J. Leonard mit der Arbeit I. Transannular sulfoxide-ketone interaction II. A prospectus of the vancomycin structure promoviert. Als Post-Doktorand war er an der Harvard University bei Elias J. Corey. 1962 wurde er Assistant Professor und später Professor an der Wayne State University, ab 1990 als Distinguished Professor. 1997 bis 2001 stand er der Chemie-Fakultät vor und 2002 emeritierte er. Seitdem wohnt er in Hartfield an der Chesapeake Bay.
Er befasste sich mit organischen Schwefel-Verbindungen, speziell Sulfoxide und Sulfoximine, Metallorganischer Chemie, Organischer Synthese besonders medizinisch interessanter Substanzen und Naturprodukten, Enzymen in der Synthese. Er hatte an der Wayne State 64 Doktoranden und er veröffentlichte über 200 wissenschaftliche Arbeiten.
2002 war er Arthur C. Cope Scholar. 1965 bis 1968 war er Sloan Research Fellow. 1991 erhielt er den Humboldt-Forschungspreis.
1984 bis 1989 war er Associate Editor des Journal of the American Chemical Society. Ab 1981 war er im Verwaltungsrat von Organic Syntheses und er war  Herausgeber von Band 57. 1976 bis 1981 war er im Beratungsgremium des Journal of Organic Chemistry. 1987 war er Vorstand der Abteilung Organische Chemie der American Chemical Society.
Er ist seit 1966 mit der Chemikerin Mary Cardwell verheiratet und hat einen Sohn.

## Schriften
- mit Allinger, Norman A. Lebel, Don C. DeJongh, Michael P. Cava, Calvin L. Stevens: Organische Chemie, 1. Auflage, Walter de Gruyter, Berlin 1980, ISBN 3-11-004594-X.
- mit Daniel J. Pasto, Marvin J. Miller: Experiments and techniques in organic chemistry, Prentice Hall 1992
- mit Daniel J. Pasto: Laboratory text for organic chemistry : a source book of chemical and physical techniques, Prentice Hall 1979
- mit Daniel J. Pasto: Organic Structure Determination, Prentice Hall 1969